# Adsapsch-Pass
Der Adsapsch (russisch Адзапш) ist ein 2497 m hoher Gebirgssattel bzw. Gebirgspass im Zuge der Hauptwasserscheide des Großen Kaukasus an der Grenze zwischen der russischen Republik Karatschai-Tscherkessien im Norden und der georgischen Autonomen Republik Abchasien im Süden. In verschiedenen Quellen wird die Passhöhe mit 2579 m angegeben, jedoch ist dies die Höhe des 300 Meter weiter nordwestlich angrenzenden Gipfels.
Der Adsapsch gibt seinen Namen an den rund sechs Kilometer langen Bergbach Adsapsch weiter, der nordöstlich des Passes von links in den Santscharo (Санчаро) mündet, der wiederum fünf Kilometer weiter in 1400 m Höhe von links den Oberlauf der Großen Laba (Большая Лаба) erreicht, die nach Norden dem Kuban zufließt. Nach Südwesten führt das Tal der Beschta (Бешта) zur gut acht Kilometer entfernten Mündung in den Fluss Aguripsta, kurz vor dem 760 m hoch gelegenen Bergdorf Pschu, hinter dem das Gewässer in den Bsipi mündet, der seinerseits bei Gagra das Schwarze Meer erreicht.

## Geschichte
Während des Zweiten Weltkrieges stießen deutsche Einheiten des XXXXIX. Gebirgs-Korps im Rahmen des Unternehmens Edelweiß im August 1942 von Nordwesten auf die Kaukasus-Pässe bis zum Elbrus vor. Am 23. August 1942 nahmen Gebirgsjäger unter Oberst Stettner vom Gebirgsjägerregiment 91 den Adsapsch kampflos ein und eroberten wenig später den vier Kilometer weiter südöstlich liegenden 2589 m hohen Santscharo-Pass (Санчаро). Von diesen Pässen aus besetzten die Deutschen am 26. August 1942 das Dorf Pschu. Da sich die Verteidiger über Nacht aus der Nähe des Dorfes zurückgezogen hatten, setzten die Gebirgsjäger am Morgen des 27. August 1942 unverzüglich ihren Vormarsch in Richtung Suchumi fort. Sie marschierten im Bsipi-Tal nach Osten, um dort eine wichtige Brücke über den Fluss zu gewinnen. Hier trafen sie auf starke feindliche Kräfte und kamen nicht weiter. Gleichzeitig folgte ein anderes Bataillon einem Bergsteig nach Süden, der über den „Pass 1600“ zur Küstenebene führen würde. Eine Vorauspatrouille erreichte diesen gerade noch vor dem Eintreffen der ihnen entgegen kommenden sowjetischen Einheiten und verwickelten diese gegen 11 Uhr sogleich in ein Feuergefecht. Hier war der deutsche Vormarsch zu Ende. Er hatte in Georgien seinen südlichsten Punkt erreicht. Nach dem verfügbaren Kartenmaterial gibt es im Kampfgebiet einen Bergsteig mit einem Übergang in etwa 1600 m Höhe an diesem Punkt. Die Entfernung von hier nach Süden bis zur Schwarzmeerküste beträgt 23 Kilometer.
Angesichts des wachsenden Widerstands und mangels Verstärkungen mussten die Deutschen den „Pass 1600“ am 31. August 1942 wieder räumen. Am 7. und 8. September 1942 zogen sie sich auch aus Pschu auf die Pässe des Kaukasus-Hauptkamms zurück, die sie noch bis Anfang Januar 1943 halten konnten, als der allgemeine Rückzug aus dem Kaukasus begann.